# Huawei Ascend Y210
A Huawei Ascend Y210 a Huawei Technologies által gyártott androidos mobiltelefon (okostelefon), melyet 2013 márciusában mutattak be[forrás?]. A telefonon futó alkalmazások között található a QuickLite és a Google Play[forrás?].